# ミハイル・カトコフ

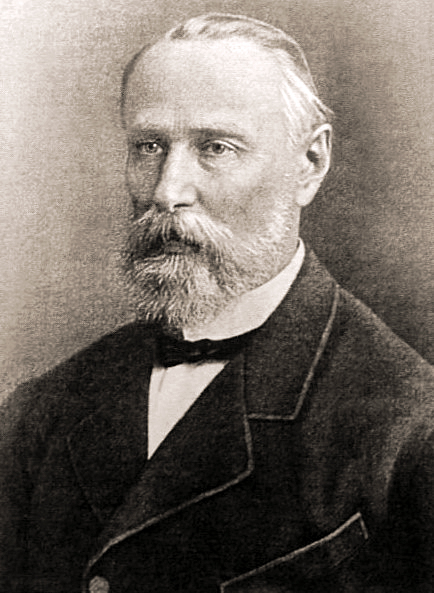
ミハイル・カトコフ

ミハイル・ニキフォロヴィッチ・カトコフ（ロシア語:Михаи́л Ники́форович Катко́в、Mikhail Nikiforovich Katkov、1818年2月13日（ユリウス暦2月1日） - 1887年8月1日（ユリウス暦7月20日）は帝政ロシアの政治家、ジャーナリスト。アレクサンドル3世時代のロシアにおいて保守派言論人として知られた。
モスクワ出身。モスクワ大学卒業後、文学と哲学に関する文芸、評論活動に専念する。ニコライ1世の在位中には、それ程目立った業績はなかった。1855年クリミア戦争で敗色の濃い中ニコライ1世が亡くなり、アレクサンドル2世が即位する。アレクサンドル2世は即位当初、遅れたロシア社会の近代化の必要性を痛感し農奴解放令を中心とする諸改革を断行を企図する。カトコフは、アレクサンドル2世の改革に強い共感を抱いて、英国型自由主義政治体制の導入を主張した。
しかし、ロシアにおける社会改革の思潮が次第に社会主義的、さらには虚無主義（ニヒリズム）的色彩を帯びるようになりテロリズムに走るようになったことや、ロシア国内の自由主義運動がポーランド独立運動を助長したとの見解から、次第に自由主義思想から離反し、後に完全に体制側に転向した。
1863年ロシア最大の新聞社モスコフスキエ・ヴェドモスチ紙（モスクワ・ニュース）w:Moskovskie Vedomostiの経営・編集責任者となり、1887年に死去するまでその地位にいた。この間、同紙は保守的論調を展開しロシア国内の世論形成を通じて、政府に対しても相当大きな影響力を及ぼした。また、彼はスラブ派としてペテルブルクに代表される自由主義的、コスモポリタニズムを批判し、モスクワ流の保守主義をしばしば主張した。対外的にはスラブ派、汎スラヴ主義の立場を取りバルカン半島へのロシアの影響力の拡大を主張した。しかし、一方でカトコフはスラブ派、汎スラブ主義者がロシアとその他のスラブ民族の歴史的、宗教的な近似性を過度に主張することに批判的であった。そのため、これらの主張からも一定の距離を置くに至った。
カトコフの主張は、一般的に穏健なものではあったが、ひとたびや筆を執るや否や、痛烈に相手を批判せずにはいられなかった。自然多くの敵を作ることとなり、政府からも圧力を受けた。これに対して、皇帝アレクサンドル3世はその剛腹な人となりから、カトコフがロシアの国益を主張するとして考慮されるべき人物と見なし、カトコフを庇護することも再三見られた。
1887年に胃癌のためモスクワ郊外で死去して新アレクセイ修道院に埋葬されたが、ソヴィエト政権により1930年代に教会と共にカトコフの墓も破壊され、現存しない。
カトコフはとりわけ、ポーランド独立、極端な自由主義、自然科学を基礎とする公共教育体系及びドイツの国際社会における影響力の増大に強く反対したことで人々に記憶されている。特にカトコフのドイツに対する敵愾心は、ロシアのフランス接近を主張することで結果的に露仏同盟締結への道を開くこととなった。